# قرية زريق
قرية زريق قرية من قرى ليبيا، وهي تتبع مدينة مصراتة. تقع هذه القرية على ساحل مدينة مصراتة (الواجهة الغربية) على البحر في منطقة الدافنية. وتبعد عنها 25 كيلومتر. معظم بيوت قبيلة زريق يسكنون في منطقة الدافنية. ينحدر منها المجاهد الليبي محمد علي عامر المجيعي، والبحار فرج أحمد مسعود. يحد القرية شرقاً قرية المحجوب وغرباً منطقة نعيمة وشمالاً البحر الأبيض المتوسط وجنوباً الدافنية. يشتغل معظم أهلها بالزراعة، وأبرز معالم القرية ضريح أحد أبنائها ومنارتها التي تعود إلي سنة 1430 ميلادية.[بحاجة لمصدر]